# Bell H-13 Sioux
Bell H-13 Sioux je trisedežni enomotorni lahki helikopter ameriškega proizvajalca Bell Helicopter. Ima dvokraki glavni rotor, ki ga poganja batni motor Lycoming TVO-435-A1A. Proizvajali so ga tudi licenčno pri britanskem Westland Aircraft kot Sioux AH.1 in HT.2. Uporabljal se je kot lahki opazovalni helikopter in za šolanje pilotov. 
H-13 so uporabljali v korejski in vietnamski vojni.

## Tehnične specifikacije (Sioux AH.1)
- Posadka: 1
- Kapaciteta: 3
- Dolžina: 31 ft 7 in (9,63 m)
- Premer glavnega rotorja: 37 ft 0 in (11,3 m)
- Višina: 9 ft 8 in (2,95 m)
- Gros teža: 2952 lb (1339 kg)
- Motor: 1 × Lycoming TVO-435-A1A, 260 hp (194 kW)

- Največja hitrost: 105 mph (169 km/h)
- Potovalna hitrost: 84 mph (135 km/h)
- Dolet: 273 milj (439 km)
- Višina leta (servisna): 16100 ft (4907 m)